# Tibiaster djanybekensis
Espèce
Tibiaster djanybekensis est une espèce d'araignées aranéomorphes de la famille des Linyphiidae.

## Distribution
Cette espèce se rencontre au Kazakhstan et en Russie.

## Description
Le mâle holotype mesure 1,63 mm et la femelle paratype 2,00 mm.

## Étymologie
Son nom d'espèce, composé de djanybek et du suffixe latin -ensis, « qui vit dans, qui habite », lui a été donné en référence au lieu de sa découverte, Djanybek.

## Publication originale
- Tanasevitch, 1987 : A new genus of the subfamily Erigoninae (Aranei, Linyphiidae) from West Kazakhstan. Nauchnye Doklady Vysshei Shkoly Biologicheskie Nauki, vol. 1987, no 11, p. 72-75.